# Wen Tsai Wang
Wen Tsai Wang  (translitera del 王文采)(Laizhou, 1926-16 de noviembre de 2022) fue un botánico chino, con experiencia mundial sobre la familia Gesneriaceae.
Se ha desempeñado como investigador del "Laboratorio Estatal Llave de Botánica Evolucionaria y Sistemática", "Instituto de Botánica", "Academia China de Ciencias de Pekín".

## Algunas publicaciones
- WANG, WT, B LIU. 2008. A new section with a new species of Anemone (Ranunculaceae) from Mt. Xiaowutai, China. Journal of Systematics and Evolution 46 (5): 738-741
- ----, L XIE. 2007a. A revision of Clematis sect. Tubulosae (Ranunculaceae). Acta Phytotaxonomica Sinica 45 (4): 425-457. ISSN 0529-1526
- ----. 2007b. Ranunculus ailaoshanicus W.T.Wang, a new species of Ranunculaceae from Yunnan, China. Acta Phytotaxonomica Sinica 45 (3): 293-295. ISSN 0529-1526
- ----, LQ LI. 2005. A new system of classification of the genus Clematis (Ranunculaceae). Acta Phytotaxonomica Sinica 43 (5): 431-488. ISSN 0529-1526
- ----. 1982. Notulae de Gesneriaceis Sinensibus (IV). Bull. Bot. Res. Harbin 2(4): 37-64
- ----. 1987. Classificatio specierum Opithandrae (Gesneriaceae). Bull. Bot. Res. Harbin 7(2): 1-16
- ----. 1992. Notulae de Gesneriaceis Sinensibus (X). Guihaia 12(4): 289-300
- ----, KY Pan, ZY Li, AL Weitzman, LE Skog. 1998. Gesneriaceae. en C.Y. Wu & P.H. Raven (eds.), Flora of China, Vol. 18. Science Press, Beijing & Missouri Botanical Garden, St. Louis, pp. 244-401

## Honores
En su honor se nombra las especies:
- Ranunculaceae, Delphinium wentsaii Y.Z.Zhao 1990
- Gesneriaceae, Chirita wentsaii D.Fang & L.Zeng
- Gesneriaceae, Opithandra wentsaii Z.Yu Li 2003

- La abreviatura «W.T.Wang» se emplea para indicar a Wen Tsai Wang como autoridad en la descripción y clasificación científica de los vegetales.[3]